# Calathea variegata
Calathea variegata är en strimbladsväxtart som först beskrevs av Karl Heinrich Koch, och fick sitt nu gällande namn av Jean Jules Linden och Friedrich August Körnicke. Calathea variegata ingår i släktet Calathea och familjen strimbladsväxter. Inga underarter finns listade.